# Lophocampa russus
Lophocampa russus là một loài bướm đêm thuộc phân họ Arctiinae, họ Erebidae.